# Jonathan Fumeaux
Jonathan Fumeaux (Sion, 7 maart 1988) is een Zwitsers voormalig wielrenner. 

## Overwinningen
2011
3e etappe GP Chantal Biya
2012
Bergklassement Triptyque des Monts et Châteaux
6e etappe Ronde van de Elzas
2016
 Zwitsers kampioen op de weg, Elite

## Resultaten in voornaamste wedstrijden
| Jaar | Ronde van Italië | Ronde van Frankrijk | Ronde van Spanje |
| ---- | ---------------- | ------------------- | ---------------- |
| 2013 |                  |                     |                  |
| 2014 |                  |                     | 142e             |
| 2015 |                  |                     |                  |

| Jaar | Luik-Bast.‑Luik | Ronde van Lombardije | Waalse Pijl |
| ---- | --------------- | -------------------- | ----------- |
| 2013 | opgave          | opgave               |             |
| 2014 |                 | opgave               | 134e        |
| 2015 |                 |                      | opgave      |

## Ploegen
- 2011 –  Atlas Personal
- 2012 –  Atlas Personal-Jakroo
- 2013 –  IAM Cycling
- 2014 –  IAM Cycling
- 2015 –  IAM Cycling
- 2016 –  IAM Cycling
- 2017 –  Roth-Akros